# Carl Friedrich Feuerlein

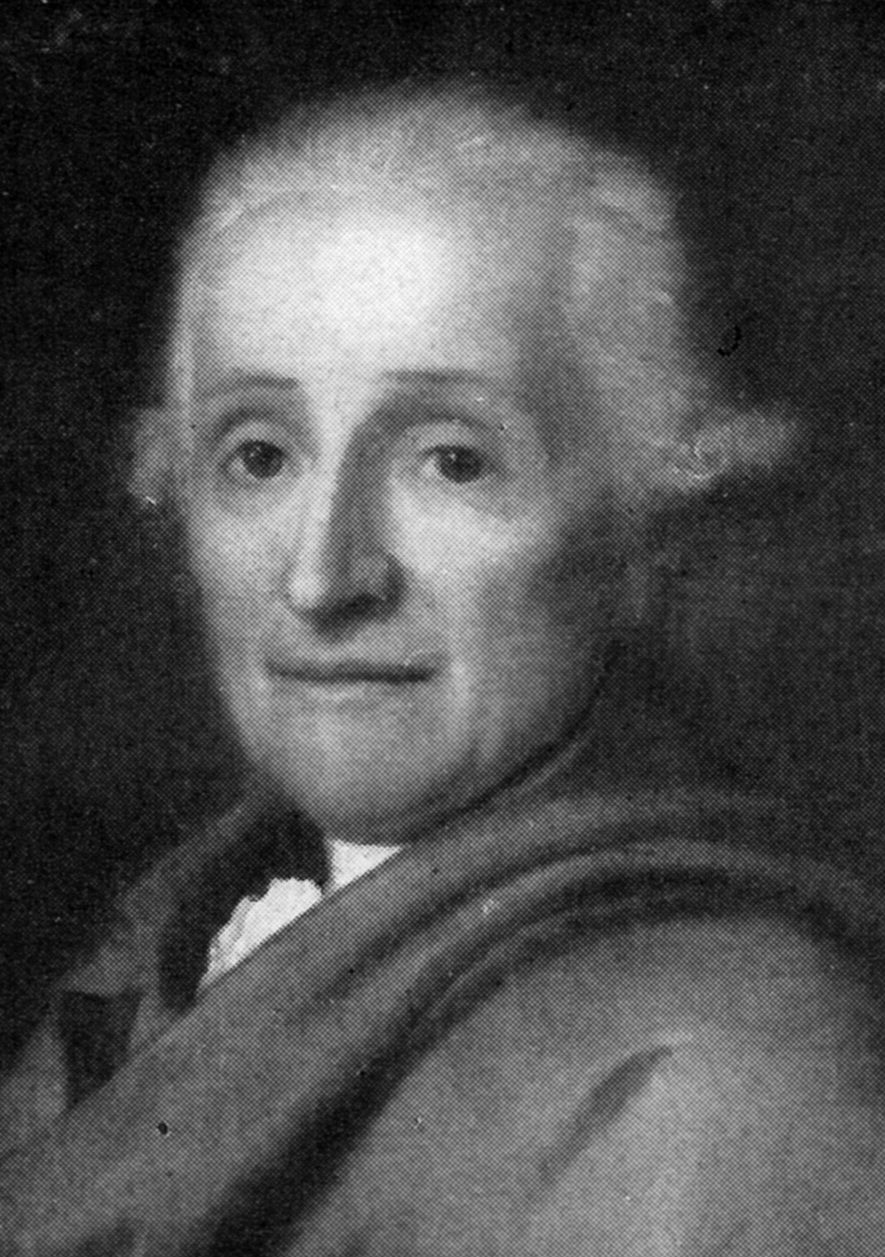
Der Regierungsrat C. F. Feuerlein im späteren 18. Jahrhundert auf einem Gemälde von Hetsch

Carl Friedrich Feuerlein (* 6. März 1730 in Mömpelgard; † 15. März 1808 in Stuttgart) war Geheimer Kabinettssekretär und Regierungsrat des Herzogtums Württemberg.

## Herkunft
Carl Friedrich Feuerlein stammte aus der fränkischen Theologen- und Gelehrtenfamilie Feuerlein. Sein Vater Willibald Feuerlein (* 15. Dezember 1686; † 19. August 1777) war herzoglich-württembergischer Regierungsrat in Mömpelgard und Stuttgart und verheiratet mit Rosine (Dorothea Eufrosina) Georgii (* 25. Oktober 1701; † 11. November 1788), der Tochter des Hofrats und Vogts Jacob Simon Georgii in Ansbach. Aus der Ehe von Carl Friedrich Feuerleins Eltern gingen noch eine ältere Schwester Eberhardine Friederica Magdalene Juliane (* 25. November 1726 in Mömpelgard) und ein jüngerer Bruder Johann Christian Leopold Feuerlein (* 1. Mai 1732 in Mömpelgard) hervor sowie eine weitere Schwester Johanna Justine Christiana, deren Geburtstag nicht überliefert ist.

## Werdegang
Carl Friedrich Feuerlein immatrikulierte sich am 25. April 1748 zum Studium an der Universität Tübingen. Im Immatrikulationsverzeichnis wurde als Herkunft Mömpelgard angegeben, Residenz der württembergischen Grafschaft Mömpelgard, die mit dem Herzogtum Württemberg allerdings nur in Personalunion verbunden war, jedoch eine kleine lutherisch geprägte Enklave inmitten der katholischen Umgebung der 1678 französisch gewordenen Franche-Comté darstellte. Nach seinem Studium trat Carl Friedrich Feuerlein in den württembergischen Staatsdienst. Als württembergischer Staatsdiener hatte er am 22. Januar 1754 die Konkordienformel unterzeichnet. Ab dem Jahre 1755 war er als Kanzleiadvokat unter dem Geheimen Rat Johann Eberhard Georgii (1694–1772) in Stuttgart tätig und machte eine steile Karriere als Regierungsbeamter im Dienst des Herzogs Carl Eugen von Württemberg. Im Siebenjährigen Krieg, in welchem Württemberg auf Seiten Frankreichs gegen Preußen und Großbritannien stand, erfolgte 1759 die  Ernennung zum Auditor beim württembergischen Infanterie-Regiment Prinz Louis. Im Jahre 1760 befand sich Carl Friedrich Feuerlein in preußischer Kriegsgefangenschaft. Herzog Carl Eugen berief ihn 1763 von Paris aus zum Sekretariat der französischen Expeditionen. Er wurde Sekretär des Präsidenten des Geheimen Rats und Staatsministers Friedrich Samuel von Montmartin. Nach der Entlassung Montmartins war Feuerlein seit 23. Juni 1766 Mitglied des geheimen immediaten Sekretariats und ab Juli 1766 auch Geheimratsregistrator.

### Württembergischer Geheimer Kabinettssekretär
Als langjähriger Geheimer Kabinettssekretär vom 5. Oktober 1766 bis 1. November 1793 besaß Carl Friedrich Feuerlein drei Jahrzehnte großen Einfluss auf die württembergische Regierungspolitik. Das Geheime Kabinett (bzw. auch als die Geheime Kabinettskanzlei bezeichnet) war eine vergleichsweise junge Einrichtung des Herzogtums Württemberg, welches 1717 eingerichtet worden war und nach dem Tod Herzog Carl Eugens per Dekret vom 1. November 1793 aufgelöst wurde.
Nach der Entlassung des Staatsministers Friedrich Samuel von Montmartin im Jahre 1766 regierte der Herzog mit Hilfe der nun an oberster Stelle stehenden Geheimen Kabinettskanzlei. Diese bestand aus fünf Sekretären, deren Stellung zu jener Zeit gemäß dem Kabinettsystem praktisch der eines heutigen Ministers entsprach. Die Geheime Kabinettskanzlei setzte sich 1768 aus folgenden fünf Sekretären zusammen: Carl Friedrich Feuerlein, dessen Bruder Johann Christian Leopold Feuerlein (der lediglich von 1764 bis 1770 dazu gehörte), Philipp Friedrich Schmidlin, Rudolph Heinrich Stockmaier und Johann Gottfried Grimm.

### Dienstreisen
Als herzoglich-württembergischer Geheimer Kabinettssekretär beteiligte sich Feuerlein an mehreren groß angelegten Reisen des Hofstaats. Bei der Reise vom Dezember 1766 bis Juli 1767 nach Italien wurden rund 231.000 Gulden ausgegeben. Vom 29. Juli bis 2. August 1768 war Feuerlein mit 425 Personen zum Schloss Grafeneck gereist, der Sommerresidenz des Herzogs. Bei der Reise nach Bad Teinach vom 7. Juli bis 2. August 1770 kamen 1200 Pferde zum Einsatz. Im April 1784 reiste Carl Friedrich Feuerlein mit Herzog Carl Eugen anlässlich dessen bevorstehender Hochzeit mit Franziska von Hohenheim nach Mömpelgard. Carl Eugen ließ sich dort von seinem Bruder Friedrich Eugen und dessen Frau Friederike Dorothea beraten. Carl Friedrich Feuerlein arbeitete in dieser Zeit den Ehevertrag aus.

### Freimaurer
Carl Friedrich Feuerlein wurde 1774 Mitglied der neu gegründeten Freimaurerloge Zu den 3 Cedern in Stuttgart. Jedoch beendete diese Loge ihre Aktivität zwei Monate vor dem herzoglichen Verbot der Freimaurerei in Württemberg 1784.

### Regierungsrat
Mit der 1777 erfolgten Ernennung Friedrich Emich Johann von Uexküll-Gyllenbands zum neuen württembergischen Staatsminister trat die exponierte Bedeutung der Geheimen Kabinettskanzlei wieder etwas in den Hintergrund.
Mit dem Tod von Philipp Friedrich Schmidlin wurde Carl Friedrich Feuerlein per Dekret des Herzogs Carl Eugen (unterzeichnet in Hohenheim am 15. April 1786) zu Schmidlins Nachfolger als Senior der Geheimen Kabinettskanzlei sowie Registrator beim Herzoglichen Großen Orden.
Am 8. Juli 1788 erfolgte Feuerleins Berufung als Gelehrter in den württembergischen Oberrat, womit seit 1711 der Titel Regierungsrat verbunden war.
Nach der im November 1793 erfolgten Aufhebung der Geheimen Kabinettskanzlei durch Herzog Ludwig Eugen blieb Carl Friedrich Feuerlein das Amt des Regierungsrats im Oberrat sowie die Position als Ordensregistrator im Wesentlichen unter Beibehaltung seiner bisherigen Bezüge.

### Ordensregistrator
Als kurfürstlich-württembergischer Regierungsrat und Registrator der großen Ordenskanzlei verfasste Carl Friedrich Feuerlein 1803 eine Liste der Mitglieder des 1702 gegründeten Ritterordens von der Jagd, dem Vorläufer des Ordens der Württembergischen Krone.

## Familiäre Vernetzung in Württemberg
Carl Friedrich Feuerlein heiratete am 26. August 1766 in Stuttgart-Berg Auguste Fischer (* 1747; † 1823), welche offiziell die Tochter des herzoglich-württembergischen Küchenmeisters Friedrich Johann Ernst Fischer  (* 1695; † 1753) war. Dessen Frau war des Herzogs Geliebte Magdalene Barbara Fischer geb. Castenbauer (* 1718; † 1786), Tochter des Musikers Sigmund Castenbauer (* 1677; † 1736) bei der Württembergischen Hofkapelle. Auguste Feuerleins Bruder Reinhard Fischer gilt als illegitimer Sohn des Herzogs Carl Eugen. Es könnte sein, dass dies auch für dessen Schwester Auguste zutrifft. Der Herzog zeigte auch später zu den zwölf Kindern des Ehepaars Carl und Auguste Feuerlein seine Verbundenheit, indem er diese vermutlichen Enkelkinder zu sich ins Schloss Hohenheim einlud. Allerdings ist kein zeitgenössischer Beleg für die Vaterschaft Herzog Carl Eugens für Reinhard oder Auguste Fischer bekannt, so dass es sich hierbei lediglich um eine Vermutung handelt. Der älteste Sohn Carl Feuerlein (* 1770; † 1808) war Kaufmann und Gründer der gleichnamigen Firma in Stuttgart, die mit dem blauen Farbstoff Indigo handelte. Der vermögende Schwiegersohn Johann Martin Vischer aus Calw hatte seinem Schwager Carl Feuerlein dazu eine kräftige Anschubfinanzierung gewährt. Nach Carls frühem Tod übernahm dessen Schwager Leopold Conradi das Geschäft. Die große Zahl an Kindern des Ehepaars Feuerlein, insbesondere acht Töchter, führte zu einer engen Vernetzung mit vielen renommierten Familien der württembergischen Ehrbarkeit. Für die württembergische Geschichte von Bedeutung waren neben den Zwillingssöhnen Gustav und Willibald Feuerlein auch die Schwiegersöhne Christian Gottfried Elben, Ferdinand von Pistorius und Leopold Conradi sowie Ludwig Uhland, der Ehemann von Enkeltochter Emilie Vischer (* 1799; † 1881).
Siehe auch: Die Familie des Regierungsrats Carl Friedrich Feuerlein

## Renommiertes Haus in der Stuttgarter Friedrichstraße
Das Haus des Regierungsrats in der Stuttgarter Seegasse (heute Friedrichstraße 46) war von seinem Schwager, dem herzoglichen Baumeister Reinhard Fischer, errichtet worden. Es war ein gesellschaftlicher Mittelpunkt der Haupt- und Residenzstadt Stuttgart und ging nach dem Tod des Regierungsrats 1808 an die Familie seines Schwiegersohnes Ferdinand von Pistorius über. Feuerlein hatte in seinem Haus mit Pistorius 1805 den Lokalwohltätigkeitsverein gegründet. Dabei handelte es sich um eine vom Staat gebilligte Privatgesellschaft freiwilliger Armenfreunde. Von 1805 bis zu seinem Tod 1808 war Feuerlein der erste Präsident dieses Wohltätigkeitsvereins. Der Verein verteilte 1806 zum ersten Mal Grundnahrungsmittel wie Mehl, Brot, Reis, Gerste und Zwetschgen und zudem Brennholz an die Armen und Bedürftigen in Stuttgart. Am Leonhardsplatz wurde eine Speiseanstalt eröffnet und 1807 eine Beschäftigungsanstalt für Kinder gegründet. Nach Feuerleins Tod leitete Ferdinand von Pistorius als langjähriger Präsident den Wohltätigkeitsverein weiter und setzte die Tradition des Hauses seines Schwiegervaters in der Friedrichstraße 46 fort. Seine zweite Frau Eleonore Pistorius geb. Feuerlein machte das Haus zu einer Pflegestätte von Kunst und Bildung in Stuttgart.
Carl Friedrich Feuerlein wurde 1808 auf dem Hoppenlaufriedhof beerdigt.

## Feuerleinstein in Bad Liebenzell

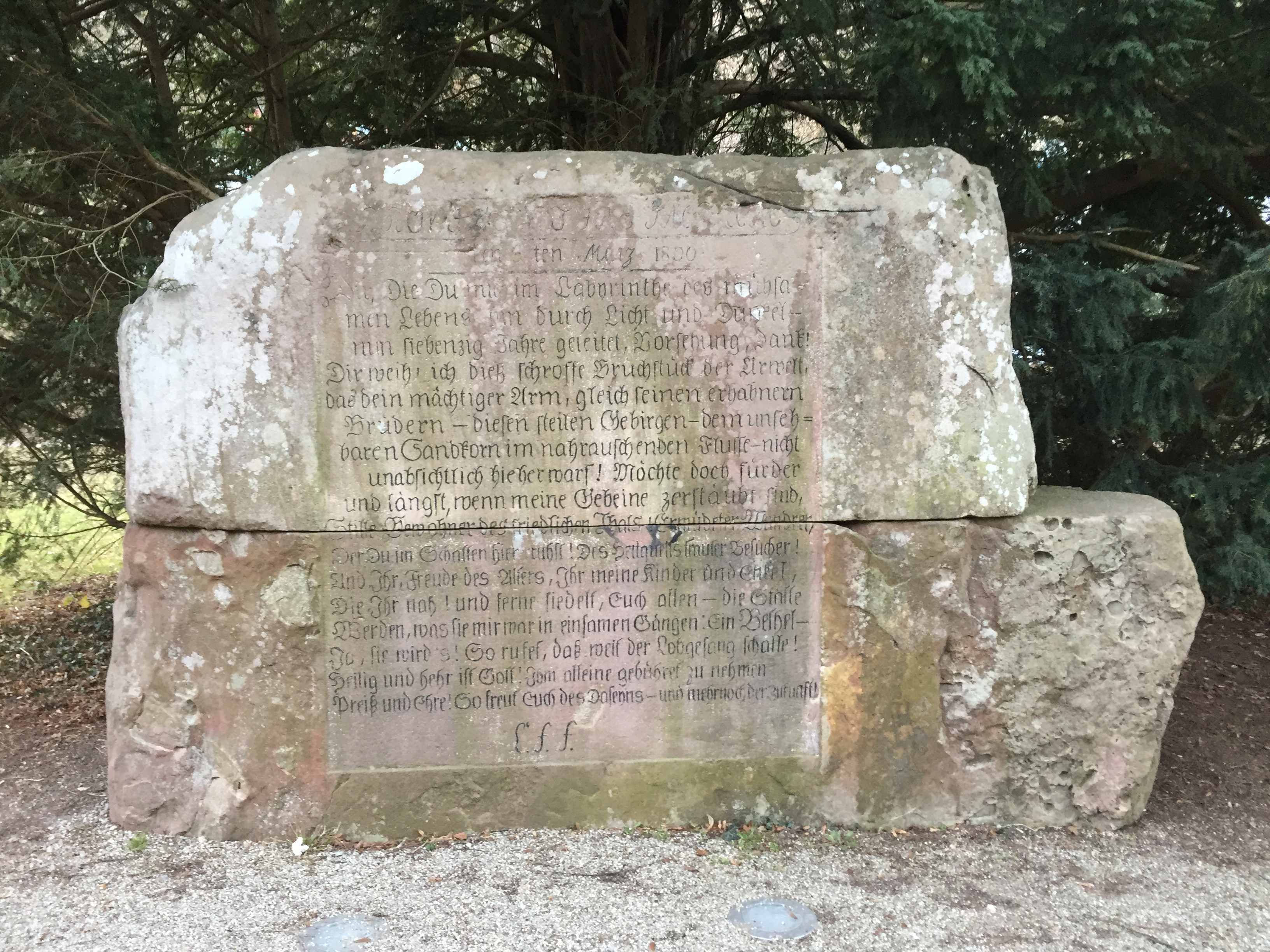
Der Feuerleinstein im Kurpark von Bad Liebenzell

Ein bleibendes Denkmal ließ sich der Regierungsrat Carl Friedrich Feuerlein in Bad Liebenzell errichten. Seine älteste Tochter Auguste (* 1768; † 1805) hatte 1785 den dortigen Oberamtmann Ernst Heller (* 1758; † 1818) geheiratet, der 1796 Liebenzell durch Mut und Geschick vor übermäßiger Plünderung bewahrte, als ein größeres französisches Truppenkontingent während des Ersten Koalitionskriegs unter General Laroche Richtung Stuttgart durchzog. Feuerlein kam gerne immer wieder zur Erholung nach Liebenzell und zur Familie seiner Tochter und seines Schwiegersohnes Heller. Im Jahre 1800 ließ Feuerlein einen großen Sandsteinblock auf der Straße in Richtung Hirsau enthüllen, etwa 100 m vom Aufgang der Beinberger Straße entfernt. Den Stein hatte er mit einer auf den 6. März 1800 datierten Inschrift versehen lassen, die er als Vermächtnis seiner Impressionen als Wanderer durch die schönen Wälder von Liebenzell an seine zahlreichen Kinder und Enkel verstanden wissen wollte. 1989 wurde der 1980 von Albert Kübler renovierte Stein gut erreichbar im Bad Liebenzeller Kurpark neu aufgestellt, nachdem er 1974 zunächst hoch in den Wald an dem dort vorbeiführenden Feuerleinweg an der Beinberger Steige versetzt worden war.

## Werke
- Chronologisches Verzeichnis der Mitgenossen des kurfürstlich-württembergischen großen Ritter-Ordens von seiner Entstehung an bis auf das Jahr 1803, Hauptstaatsarchiv Stuttgart, A 23, Bü 4
- Verzeichnis sämtlicher Ritter des großen Ordens des goldenen Adlers bis 1806, Hauptstaatsarchiv Stuttgart, E 16a Bü 18a